# Vespa V125 V30-33t
Vespa 125 1951-52
Vázszáma: V30-33T
A Piaggio gyár 1951-ben továbbfejleszti a 125 ccm-es modellt.  A Római vakáció című film (1953) egyik főszereplője ez a modell, ez által talán a leghíresebb Vespa.

## A váz
Az 1951-es modell váza már nem a 48-hoz hasonló technológiával készül, a hátsó ívet nem követi hegesztési varrat.  A vázszám a karburátor ablaka fölött helyezkedik el. A benzincsap tekerős szerkezetű,"riserva" funkcióval is bír. A későbbi vespa modelleken is ezt a megoldást láthatjuk. A váltó működtetése először történik bovdenek segítségével. A váltóbovdenek egy gumi hüvelyben futnak, a váznyakba ezen keresztül bújnak be. Az első lámpa továbbra is 95 mm átmérőjű, alumínium házas, de az első sárvédőhöz  már csavaros kötéssel kapcsolódik, így állíthatóvá válik. A hátsó lámpa keskeny, lapos. A kormányon a kapcsoló kagyló alakú, műanyag, fém borítással.

## A futómű
Az első kerék felfüggesztése továbbra is egyoldali, a lengővilla jobb oldalon van. A rugózást csavarrugó, és első ízben lengéscsillapító  biztosítja. A hátsó furóműben a rugó és lengéscsillapító egymás mellett helyezkedik el.
A Motor
A motor alapvető felépítésében hasonló az 1949-es modell blokkjával.  A karburátor Dellorto Ta17B.

## Specifikáció
- Vázszám: V30-33T
- Motorszám: V30-33M
- Gyártási év 1951-1952
- Motor: egy hengeres léghűtésű, kétütemű
- furat: 56.5 mm
- Löket: 49.8 mm
- Hengerűrtartalom: 124.8 cc
- kompresszió: 6.4: 1
- teljesítmény és hozzá tartozó fordulatszám: 4 @ 4,500
- olajozás: 5%
- Váltó: 3 sebességes
- Kuplung: nedves - 2 tárcsa
- Karburátor: Dell'Orto TA 17
- feszültség: 6 volt
- kerekek: 8"
- abroncs méret: 3.50 x 8